# МАЗ-256
МАЗ-256 — белорусский высокопольный автобус среднего класса Минского автомобильного завода.

## Характеристика
Автобус МАЗ-256 может выпускаться в нескольких вариантах:
- туристического автобуса, оснащённого кондиционером, аудио- и видеосистемами
- пригородного или междугороднего автобуса
- служебного автобуса
- маршрутного такси.

Кузов автобуса выполнен из пластика, окрашенного в «массе», при такой технологии царапины или вмятины не требуют окраски. Панели кузова и стекла вклеены в каркас.
Автобус имеет 28 мест для сидения, номинальная вместимость — 43 человека.

## История
Автобус был впервые представлен в 2004 году, а серийное производство началось в 2005 и продолжалось до 2014 года.
В первый год было выпущено 230 таких машин, планы на последующие годы предусматривают выпуск по 400 и более машин.
Эксплуатируется во многих городах Белоруссии, России, Украины, Литвы, Польши. Состоит на вооружении погранвойск Белоруссии, легко узнать по номерам зеленого цвета.

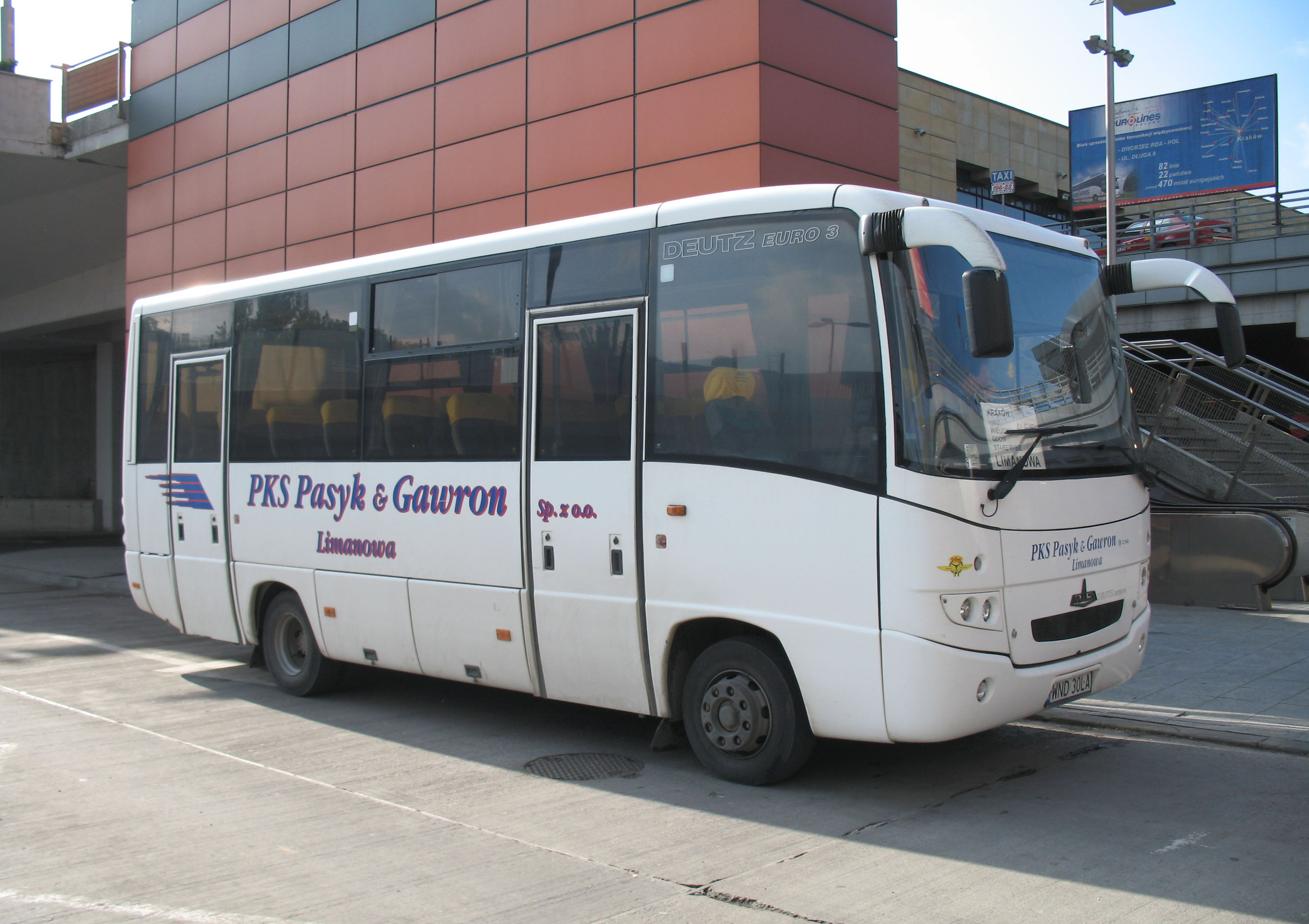
Вид справа (Краков)
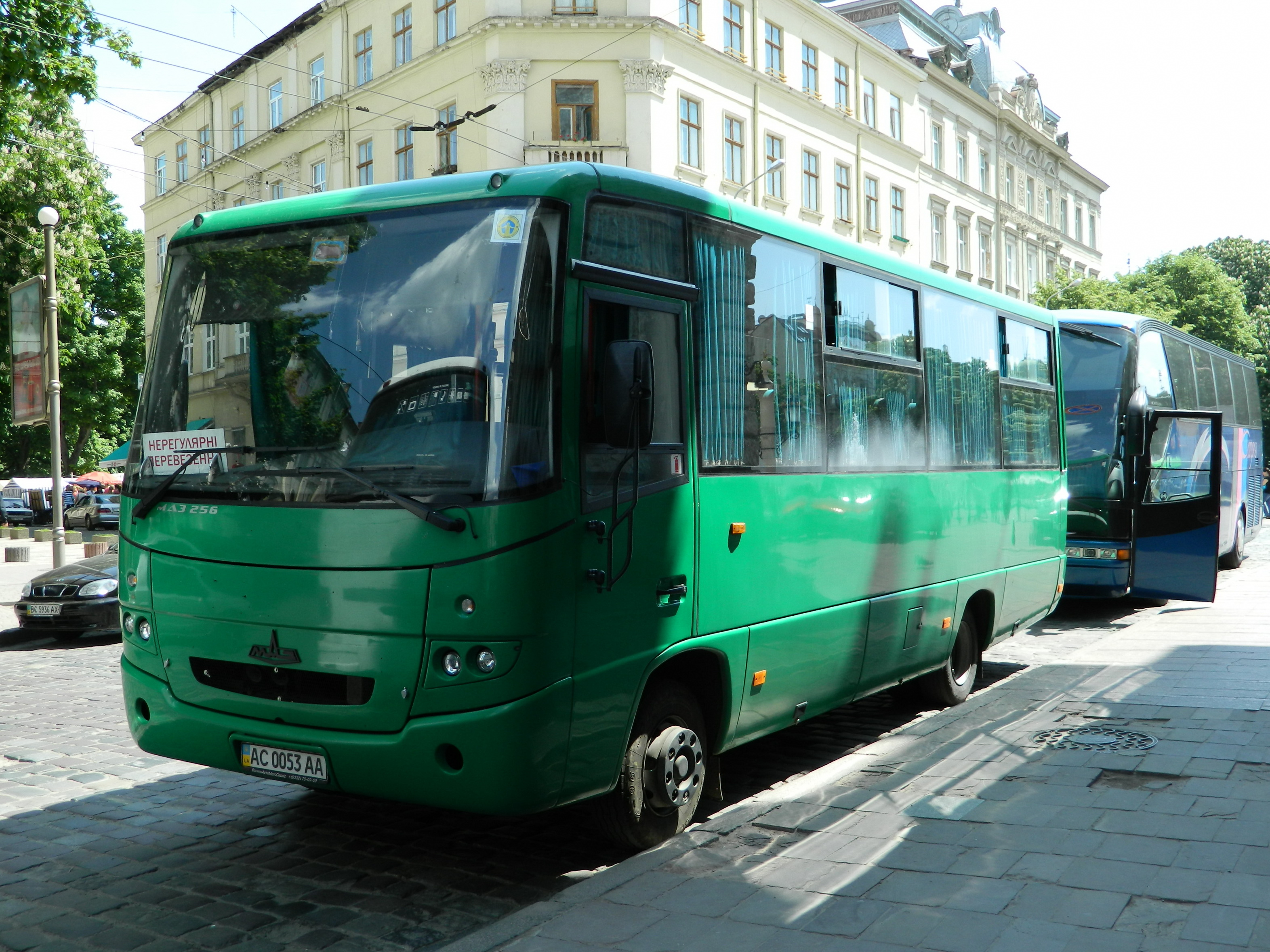
Вид слева (Львов)
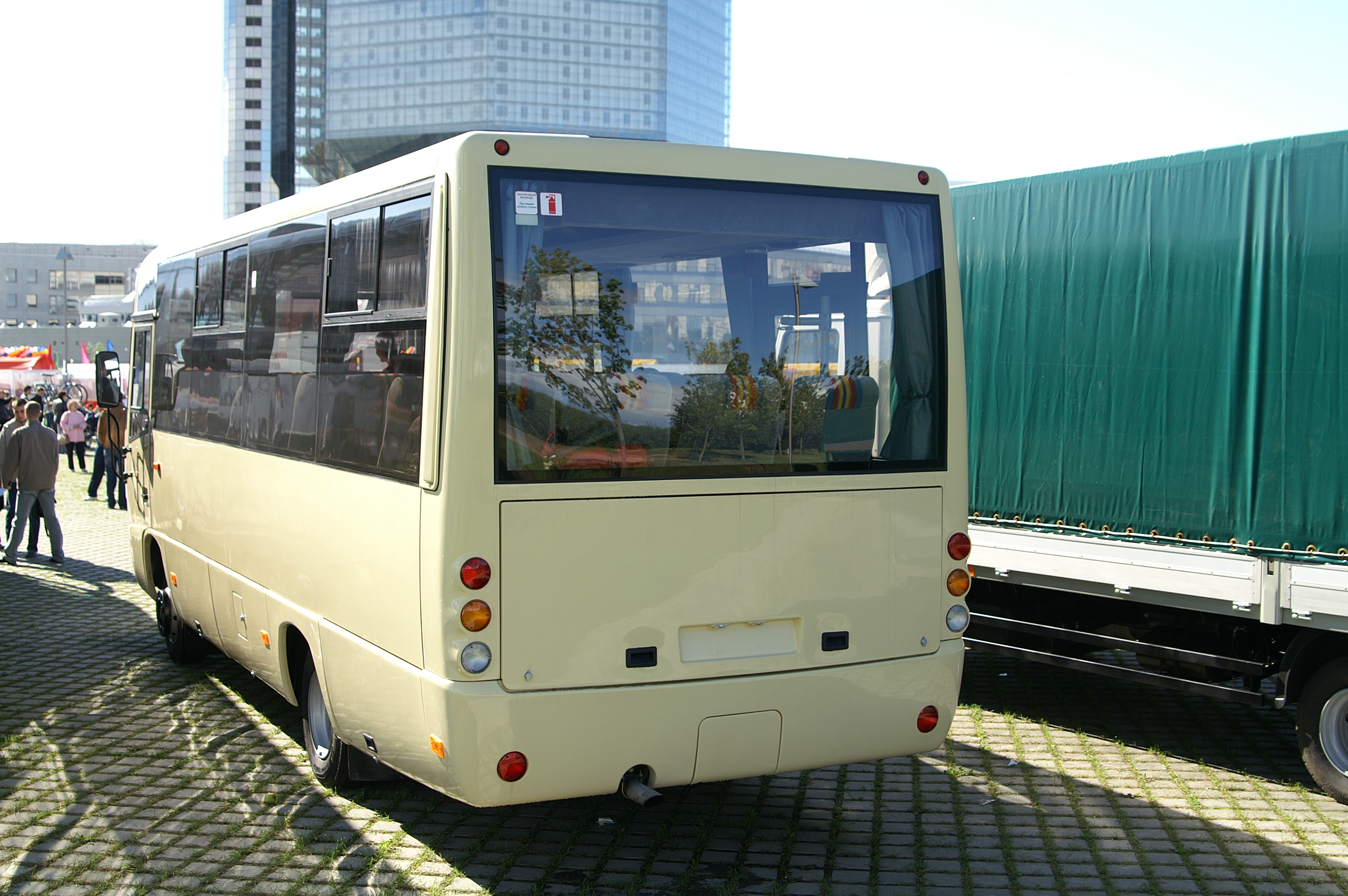
Вид сзади (Минск)
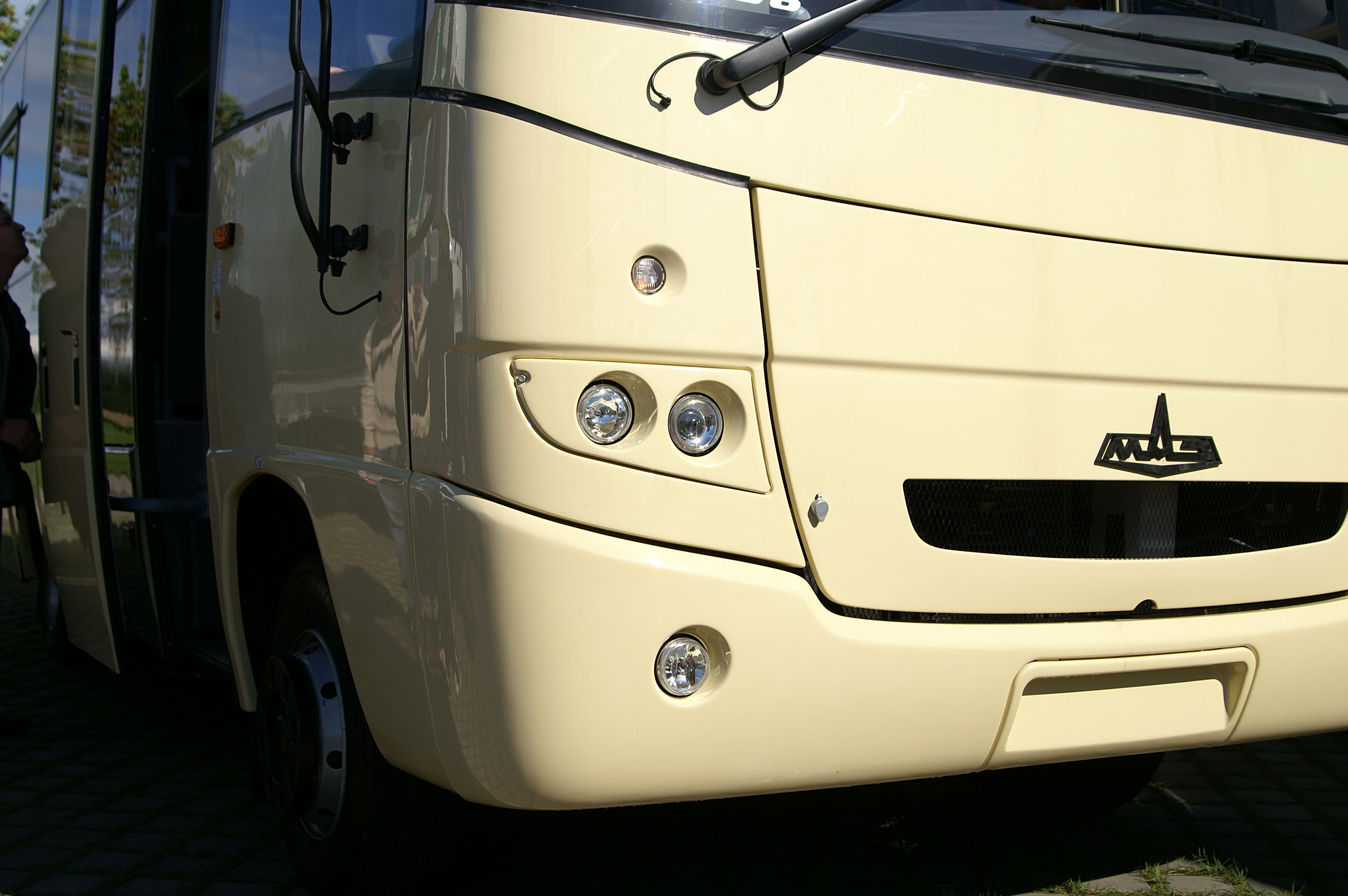
Передняя маска (Минск)

## Модификации
| Название    | Модель КПП                | Модель двигателя  | Экостандарт | Годы выпуска | Примечание                         |
| ----------- | ------------------------- | ----------------- | ----------- | ------------ | ---------------------------------- |
| МАЗ-256.000 | СААЗ 3203.70, СААЗ 433420 | ММЗ Д245.30       | Евро-2      | 2004-2008    | 1 дверь                            |
| МАЗ-256.070 | ZF S5-42                  | Deutz BF4М1013 FC | Евро-3      | 2005-2007    | 1 дверь                            |
| МАЗ-256.100 | СААЗ 3203.70, СААЗ 433420 | ММЗ Д245.30       | Евро-2      | 2005-2010    | класс 3                            |
| МАЗ-256.170 | ZF S5-42                  | Deutz BF4М1013 FC | Евро-3      | 2005-2012    | класс 3                            |
| МАЗ-256.200 | СААЗ 3203.70, СААЗ 433420 | ММЗ Д245.30       | Евро-2      | 2004-2011    | класс 2                            |
| МАЗ-256.270 | ZF S5-42                  | Deutz BF4М1013 FC | Евро-3      | 2005-2012    | класс 2                            |
| МАЗ-256.300 | СААЗ 3203.70, СААЗ 433420 | ММЗ Д245.30       | Евро-2      | 2006         | ритуальный, единственный экземпляр |
| МАЗ-256.770 | ZF S5-42                  | Deutz BF4М1013 FC | Евро-3      |              | класс 1, единственный экземпляр    |